# Acheux-en-Vimeu
Acheux-en-Vimeu là một xã ở tỉnh Somme, vùng Hauts-de-France, Pháp.

## Thông tin nhân khẩu
| 1962                                                    | 1968 | 1975 | 1982 | 1990 | 1999 |
| ------------------------------------------------------- | ---- | ---- | ---- | ---- | ---- |
| 507                                                     | 543  | 538  | 537  | 527  | 503  |
| Kết quả điều tra từ năm 1962, dân số không tính hai lần |      |      |      |      |      |